# Mato Grosso
Mato Grosso (hrv. "debeli grm", izgovara se Matu Grosu) federalna je jedinica u Brazilu, 3. po površini. Nalazi se u zapadnom dijelu Brazila uz granicu s Bolivijom. 
Krajolik je većinom ravan. Glavni i najveći grad je Cuiabá. Na području Mato Grossa živi oko 3 010 000 stanovnika. Naseljenost je slaba i iznosi 3,3 stanovnika po kvadratnom kilometru. Tri četvrtine populacije živi u gradovima. Nekadašnji južni dio ove federalne jedinice odvojen je 1979. i tako je nastala federalna jedinica Mato Grosso do Sul.
Na sjeveru je amazonska prašuma s velikom bioraznolikošću. Na jugu se nalazi močvara Pantanal najveća na svijetu s tisućama životinjskih vrsta. U Mato Grossu ima mnogo pripadnika indijanskog naroda Boróro.  
Poljoprivreda čini oko 41% gospodarskog prihoda, a uslužne djelatnosti 40%, dok je industrija zastupljena s 19%. Glavni izvozni proizvod je soja, a poslije nje drvo, meso i pamuk. Portugalski je glavni i službeni jezik, a u školama se uče i engleski i španjolski. 
Lokalna kultura je vrlo raznolika i pod utjecajem Indijanaca, zatim potomaka robova iz Afrike i europskih doseljenika, uglavnom Portugalaca. Glazba i ples vezani su uz proslave svetaca zaštitnika, od kojih se ističe sv. Benedikt, kao jedan od najomiljenijih.

## Galerija
- Glavni i najveći grad Cuiabá
- Močvara Pantanal
- Vodopad u području Chapada dos Guimarães
- Rijeka Cuiabá